# نیکولت ون دم
نیکولت ون دم (هلندی: Nicolette van Dam؛ زادهٔ ۱۴ اوت ۱۹۸۴) هنرپیشه، مجری تلویزیون، مدل اهل هلند است.
از فیلم‌ها یا برنامه‌های تلویزیونی که وی در آن نقش داشته‌است می‌توان به دوس بیگالو: ژیگولوی اروپایی اشاره کرد.